# AFI (álbum)
AFI es un álbum retrospectivo, donde recopilaron las canciones más exitosas de su época con Nitro Records durante los años 1995-2000. Este, por tanto es el último disco lanzado por la discográfica de Dexter Holland, padrino de la banda en sus comienzos. Un año antes, AFI lanzó Sing the Sorrow ya con DreamWorks Records, por lo que la banda homenajea a Nitro con este recopilatorio.

## Listado de canciones
| #  | Canción                                                | Duración | Álbum original                     |
| -- | ------------------------------------------------------ | -------- | ---------------------------------- |
| 1  | "The Lost Souls"                                       | 2:42     | The Art of Drowning                |
| 2  | "The Days of the Phoenix"                              | 3:27     | The Art of Drowning                |
| 3  | "A Winter's Tale"                                      | 3:24     | The Days of the Phoenix EP         |
| 4  | "Totalimmortal"                                        | 2:44     | All Hallow's EP                    |
| 5  | "Fall Children"                                        | 3:12     | All Hallow's EP                    |
| 6  | "The Prayer Position"                                  | 3:28     | Black Sails in the Sunset          |
| 7  | "God Called in Sick Today"                             | 3:21     | Black Sails in the Sunset          |
| 8  | "Lower It" (lanzamiento en vinilo)                     | 2:18     | Black Sails in the Sunset          |
| 9  | "A Single Second"                                      | 2:11     | Shut Your Mouth and Open Your Eyes |
| 10 | "Third Season"                                         | 2:49     | Shut Your Mouth and Open Your Eyes |
| 11 | "He Who Laughs Last"                                   | 1:49     | Very Proud of Ya                   |
| 12 | "I Wanna Get a Mohawk (But Mom Won't Let Me Get One)"  | 1:12     | Answer That and Stay Fashionable   |
| 13 | "Perfect Fit"                                          | 1:58     | Very Proud of Ya                   |
| 14 | "Rolling Balls" (lanzamiento en vinilo)                | 2:21     | Very Proud of Ya                   |
| 15 | "Who Said You Could Touch Me?" (lanzamiento en vinilo) | 1:24     | Very Proud of Ya                   |